# Elisheba Chepkemboi
Elisheba Chepkemboi (ur. 18 lutego 1989) – kenijska siatkarka, reprezentantka kraju grająca jako środkowa. Obecnie występuje w drużynie Kenya Prisons.